# Різзолі та Айлз
«Різзолі та Айлз» (англ. Rizzoli & Isles) — американський детективний телесеріал, заснований на серії книг Тесс Ґеррітсен. Головні героїні — детектив бостонського відділу вбивств Джейн Різзолі і патологоанатом Мора Айлз. Прем'єра відбулася 12 липня 2010 року на каналі TNT. 7 січня 2016 року канал оголосив про завершення шоу після сьомого сезону.

## Сюжет
Події кримінального серіалу відбуваються в Бостоні, штат Массачусетс, де живуть головні героїні — Джейн Різзолі і Мора Айлз. Обидві жінки дуже захоплені своєю роботою, вони талановиті і професійні. Кожна серія представляє розслідування одного вбивства або серії вбивств, що сталися в місті. Цими справами займається Джейн Різзолі (детектив відділу вбивств Бостона) та її напарники Баррі Фрост і Вінсент Корсак. На відміну від інших детективних серіалів, тут велика увага приділяється позаслужбовому життю героїв, зокрема, дружбі між Різзолі і Айлз, а також усієї родини Різзолі. З часом Джейн починає працювати зі своїм молодшим братом Френкі, який, як і сестра, після служби патрульного перейшов на роботу детективом відділу вбивств.

## Назва українською мовою
Українською мовою перший сезон озвучений телекомпанією «Новий канал». Назва серіалу іноді перекладається як «Ріццолі та Айлз» (навіть на сайті «Нового», ймовірно, під упливом рос. мови). Відповідно до правил прочитання італійських слів, дві zz не на початку слова дійсно вимовляються як «ц», проте мова йде про американське прізвище, яке в самому серіалі вимовляють саме як «Різзолі» (це можна почути вже на початку першого епізоду, коли Джейн грає в баскетбол з братом).

## Основні персонажі
Джейн Різзолі (Енджі Гармон) — наймолодша працівниця поліції Бостона, що отримала звання детектива. Родом із родини італійських емігрантів, батько — водопровідник, мати — домогосподарка. Навчалася в поліцейській школі, працювала у відділі наркотиків до переведення у відділ убивств. Любить командні види спорту: бейсбол, футбол, баскетбол. Рішуча, запальна, уїдлива, саркастична, але при цьому за друзів віддасть життя. Володіє відмінним почуттям гумору і справедлива. Робота і сім'я — її головні пріоритети, тому на особисте життя зовсім не залишається часу.
Мора Айлз (Саша Александер) — судово-медичний експерт, найкращий патологоанатом Бостона і найкраща подруга Джейн. Виховувалася прийомними батьками, батько — професор, мати — аристократка. Про свої справжніх батьків дізнається під час одного з розслідувань. Навчалася у французькій школі-інтернаті, закінчила бостонський Кембриджський університет. Займалася фехтуванням і балетом. Два роки працювала в Ефіопії з «лікарями без кордонів». Стає членом сім'ї Різзолі. Соціопат, зануда, «ходяча енциклопедія». Не любить робити припущень під час розслідування. Від початку знайомства і роботи з Джейн Різзолі «оживає» і стає більш товариською. Знає відповіді на багато питань у різних сферах. Талановита фахівчиня своєї справи, дуже любить свою роботу.
Вінсент Корсак (Брюс Макгілл) — перший напарник Джейн. Один із найстаріших працівників відділу. Його досвід і знання старих справ неодноразово допомагали в розслідуваннях. Наприкінці першого сезону отримує звання сержанта. Відомий своєю любов'ю до тварин, особливо бездомних. Був тричі одружений. Ревнує Джейн до нового напарника. Відноситься до Джейн як до дочки, завжди намагається опікувати її і захищати. Не йде на пенсію саме через Джейн. Надалі відкриває бар де «тусуються» всі герої і поліцейські відділу.
Баррі Фрост (Лі Томпсон Янг) — молодий поліцейський, недавно переведений у відділ вбивств. Стає об'єктом насмішок для відділу через те, що його нудить при погляді на трупи. Володіє талантами хакера, добре розбирається в електроніці. У нього була дівчина, бариста з кафе, з якою він зустрічався, але їй довелося поїхати, коли вона отримала іншу роботу. У тому, що вона поїхала, побічно була винна Мора, і Баррі винуватив її в цьому деякий час. Наприкінці четвертого сезону їде у відпустку до матері в Сан-Дієго, на початку п'ятого сезону, повертаючись із відпустки, гине в аварії.
Франческо (Френкі) Різзолі-молодший (Джордан Бріджес) — молодший брат Джейн, офіцер поліції. Пишається сестрою і намагається її наслідувати. Готується до іспиту на детектива, потім — здобуває це звання.
Шон Кавана (Браян Гудман) — лейтенант відділу з розслідування вбивств бостонського поліцейського управління. Старий друг Корсака. Втратив дружину та дитину в пожежі, влаштованій Педді Дойлом. Стоїть горою за своїх колег. У свій час зустрічається з Анджелою Різзолі.
Ніна Голідей (Ідара Віктор) — стала новим членом відділу вбивств. Володіє здібностями чудового хакера. Наприкінці серіалу починає зустрічатися з Френкі.
Томмі Різзолі (Колін Іглсфілд) — інший брат Джейн, який весь час потрапляє в неприємності. Раніше він збив священника під час їзди нетверезим, через що потрапив до в'язниці. Коли його випускають, він починає життя з початку. Пізніше він переспав з дівчиною Лідією, яка також пізніше була дівчиною його батька. Лідія виявилася вагітна від Томмі і народила йому сина Томмі-молодшого.
Анджела Різзолі (Лоррейн Бракко) — мати Джейн, Френкі і Томмі. Домогосподарка, ніколи не мала постійної роботи, бо всю себе віддала сім'ї — чоловіку і дітям. Дуже хвилюється за Джейн, якаоибрала собі таку небезпечну роботу, і так само переживає за Френкі-молодшого, який теж став поліцейським. Завжди «суне свого носа» у справи дітей і від неї нічого не можна приховати. Часто говорить, що «мама все знає». Вважає своїм головним умінням виховання дітей. Добре готує. Після розлучення з чоловіком оселилася в гостьовому будиночку Мори і вчиться жити для себе. Френкі влаштував її на роботу в кафе в будівлі управління поліції Бостона. Після залишення кафе влаштувалася в бар, який відкрив Корсак, і працює там до закінчення серіалу, паралельно влаштовуючи своє особисте життя.
Чарльз Гойт (Майкл Массі) — основний негативний персонаж серіалу. Серійний убивця. Навчався в медичному коледжі, але був виключений за некрофілію. Має прізвисько «Хірург», оскільки перерізає жертвам горло скальпелем. Нападає на сімейні пари, паралізує чоловіка електрошоком і змушує дивитися на зґвалтування дружини, після чого вбиває чоловіка, а дружину забирає з собою і деякий час тримає в підвалі, перш ніж убити. Одна з таких жінок закохується в нього і стає його помічницею. Джейн необачно намагалася зловити його сама, в результаті чого постраждала — Гойт прибив її руки скальпелем до підлоги і ледь не вбив, її врятував Корсак. Відтоді Різзолі стала для Гойта ідеєю фікс. Через рік після суду Гойт збігає з в'язниці і за допомогою свого учня, теж маніяка, намагається вбити Джейн. Але їй вдається посадити його вдруге. У в'язниці захворів на рак підшлункової залози. Перед смертю ще раз зазіхає на життя Джейн.
Сюзі Чанг (Тіна Хуанг) — старший спеціаліст лабораторії, помічник головного судмедексперта Морі Айлз, яка так само скрупульозно ставиться до своєї роботи. У середині шостого сезону стає жертвою злочинця.
Кент Дрейк (Адам Сінклер) — помічник головного судмедексперта Мори Айлз, істинний шотландець з почуттям гумору, над яким потішається Джейн. Стає частиною команди. Іноді стає «голосом розуму» для Мори Айлз.
| Актори          | Персонажі                       | Сезони        | Сезони        | Сезони       | Сезони       | Сезони        | Сезони        | Сезони       |
| Актори          | Персонажі                       | 1             | 2             | 3            | 4            | 5             | 6             | 7            |
| --------------- | ------------------------------- | ------------- | ------------- | ------------ | ------------ | ------------- | ------------- | ------------ |
| Енджі Гармон    | Джейн Клементина Різзолі        | основна роль  | основна роль  | основна роль | основна роль | основна роль  | основна роль  | основна роль |
| Саша Александер | Мора Дороті Айлз                | основна роль  | основна роль  | основна роль | основна роль | основна роль  | основна роль  | основна роль |
| Лоррейн Бракко  | Анджела Різзолі                 | основна роль  | основна роль  | основна роль | основна роль | основна роль  | основна роль  | основна роль |
| Брюс Макгілл    | Вінсент (Вінс) Волтер Корсак    | основна роль  | основна роль  | основна роль | основна роль | основна роль  | основна роль  | основна роль |
| Лі Томпсон Янг  | Барольд (Баррі) Фрост           | основна роль  | основна роль  | основна роль | основна роль |               |               |              |
| Джордан Бріджес | Франческо (Френкі) Різзолі мол. | основна роль  | основна роль  | основна роль | основна роль | основна роль  | основна роль  | основна роль |
| Браян Ґудмен    | Шон Кавано                      | гостьова роль | гостьова роль | основна роль | основна роль | гостьова роль |               |              |
| Ідара Віктор    | Ніна Голідей                    |               |               |              |              | гостьова роль | основна роль  | основна роль |
| Адам Сінклер    | Кент Дрейк                      |               |               |              |              |               | гостьова роль | основна роль |

## Рейтинги та сприйняття
Прем'єра серіалу відбулася 12 липня 2010 відразу після прем'єри шостого сезону серіалу «Шукач» і привернула увагу 7,55 мільйонів глядачів.
Шоу примітно тим, що встановило рейтинговий рекорд в історії базового кабельного телебачення, ставши найбільшою кількістю переглядів серіалом в історії і другим за рейтинговими успіхам в цілому після прем'єри серіалу «Адвокатська практика» в 2008 році. З урахуванням переглядів записів на DVR загальна аудиторія перевищила 9 млн.
Першу серію третього сезону подивилося 5,6 млн глядачів.

## Список епізодів
| Сезон | Сезон | Епізоди | Прем'єра       | Прем'єра        |
| Сезон | Сезон | Епізоди | Початок        | Закінчення      |
| ----- | ----- | ------- | -------------- | --------------- |
|       | 1     | 10      | 12 липня 2010  | 13 вересня 2010 |
|       | 2     | 15      | 11 липня 2011  | 26 грудня 2011  |
|       | 3     | 15      | 5 червня 2012  | 25 грудня 2012  |
|       | 4     | 16      | 25 червня 2013 | 18 березня 2014 |
|       | 5     | 18      | 17 червня 2014 | 17 березня 2015 |
|       | 6     | 18      | 16 червня 2015 | 15 березня 2016 |
|       | 7     | 13      | 6 червня 2016  | 5 вересня 2016  |